# 珊瑚兰
珊瑚兰（学名：Corallorhiza trifida）为兰科珊瑚兰属下的一个种。雖然有葉綠素，但屬部分菌異營，即取真菌之營養助維生。